# Euploea goodsoni
Euploea goodsoni är en fjärilsart som beskrevs av Corbet 1942. Euploea goodsoni ingår i släktet Euploea och familjen praktfjärilar. Inga underarter finns listade i Catalogue of Life.